# 生产管理
生产管理（英語：production control），指的是计划、组织、控制生产活动的综合管理活动，通常出現在供應鏈管理和製造業中。其內容包括生產計劃、生產組織以及生產控制和統籌。僅是其中之一或是之二的管理被視作為生產管理的部分管理。 

## 概述
生產管理是計劃和控制大型實體設施或物理上分散的服務的活動。它是「生產過程中為調節產量並合理保證滿足規格而採取的一系列行動和決策」。
美國營運管理協會（American Production and Inventory Control Society，APICS）在1959年將生產管理定義為：

生產管理是指預測、規劃和安排工作的任務，其中要考慮人力、材料的可用性和其他產能限制以及成本，以便在需要時實現適當的品質和數量，然後追蹤進度以確保計劃得到執行，使用任何已被證明可以滿足目的的系統。

## 目的
生产管理的目的，是为了在规定的时期、仅以规定的量去高效率地生产高品质的产品。但必须注意的是生产管理是企业达成目标之手段而不是目的。

## 重點內容
生产管理关注的重点內容有以下幾點：
- 生产组织工作即选择厂址，布置工厂，组织生产线，实行劳动定额和劳动组织，设置生产管理系统等。
- 生产计划工作即编制生产计划、生产技术准备计划和生产作业计划。
- 生产控制工作即控制生产进度、生产库存、生产品質和生产成本。
- 保證按期交付正常，依生產計畫安排，確保客戶產品交付正常。

## 任務
生产管理的任務有以下幾點：
- 對客戶產品交付異常狀況進行及時有效的處理。
- 透過生產組織工作，依照企業目標的要求，設置技術上可行、經濟上合算、物質技術條件和環境條件允許的生產系統。
- 透過生產計劃工作，制定生產系統優化運作的方案。
- 透過生產控制工作，及時有效地調節企業生產過程內外的各種關係，使生產系統的運作符合既定生產計畫的要求，實現預期生產的品種、品質、產量、出產期限和生產成本的目標。
- 生產管理的目的就在於，做到投入少 、產出多，取得最佳經濟效益。而採用生產管理軟體的目的，則是提高企業生產管理的效率，有效管理生產過程的訊息，進而提高企業的整體競爭力。

## 基本類型
生產管理的一種類型是製造作業的控制。

## 主要模組
生產管理的主要模組包括計畫管理、採購管理、製造管理、品質管理、效率管理、設備管理、庫存管理、士氣管理及精實生產管理共九大模組。
- 庫存管理：對物品的供應、儲存和可及性進行監督，以確保充足的供應而不會過度供應。
- 品質管理：實體審查生產中涉及的所有因素的品質的過程

## 相關鏈接
工業工程學
營運管理